# Musée de l'hellénisme d'Asie Mineure Filió-Chaïdeménou
Le musée de l’hellénisme d’Asie Mineure Filió-Chaïdeménou ( : Μουσείο Μικρασιατικού Ελληνισμού «Φιλιώ Χαϊδεμένου» / Mousío Mikrasiatikoú Ellinismoú « Filió Chaïdeménou ») est un musée folklorique situé dans la banlieue athénienne de Néa Filadélfia, en Grèce.

## Présentation
Le musée est situé au niveau de l'avenue Dekelías (grec moderne : Λεωφόρος Δεκελείας), à proximité du Bois de Néa Filadélfia, ainsi que du Stade Agiá Sofiá. Il est hébergé au premier étage (d'une surface de 230 m²) d'un bâtiment rénové combinant des éléments d'architecture néoclassique et moderne, appartenant au dème de Néa Filadélfia-Néa Chalkidóna. Par ailleurs, diverses expositions sont hébergées au niveau du deuxième étage. Au sein du même bâtiment se trouve, également, le siège de la Fondation culturelle mondiale de la diaspora hellénique Andréas-Papandréou (grec moderne : Παγκόσμιο Πολιτιστικό Ίδρυμα του Ελληνισμού της Διασποράς «Ανδρέας Παπανδρέου» ou ΠΠΙΕΔ),,.

## Musée
La collection du Musée de l'Hellénisme d'Asie Mineure est centrée sur les divers objets de valeur patrimoniale que la réfugiée micrasiate, Filió Chaïdeménou, commence à collectionner à partir de 1991. Il s'agit de divers objets provenant de différentes régions d'Asie Mineure, ramenés en Grèce par des réfugiés.
Initialement, le musée est hébergé au sein de l'ancienne mairie de Néa Filadélfia, qui, cependant, subit d'importants dégâts à la suite du séisme de 1999 à Parnès. Ainsi, en 2002, la collection du musée est transportée au sein du bâtiment de la Fondation culturelle mondiale de la diaspora hellénique. À la suite d'initiatives menées par Filió Chaïdeménou et d'actions menées par le Ministère de la Culture et des Sports, ainsi que le dème local, l'exposition est transformée en musée et ouvre de nouveau au public le 2 avril 2007. Kóstas Karamanlís, premier ministre grec à l'époque, est présent, parmi d'autres invités à la cérémonie d'inauguration,,.
Le musée est divisé en trois sections : il présente, à travers l'exposition d'objets, de documents et de photographies, le quotidien des Micrasiates avant la catastrophe d'Asie mineure, les événements ayant conduit à cette dernière, ainsi que leur relocalisation en Grèce,,.